# 金久右衛門
金久右衛門（きんぐえもん）とは、大阪市中央区に本社を置く株式会社King project（キングプロジェクト）が運営するラーメンチェーン店。

## 概要
運輸省官僚だった創業者が、1999年に職を辞して無勉強のまま大阪市内に店舗を構えたことにはじまる。
当時、ラーメン不毛地帯と云われた大阪にて、大阪を代表する醤油ラーメンを作ることを目指し、「なにわ最強醤油ラーメン」を標榜したラーメンを作りあげた。主力メニューである「大阪ブラック」は、黒醤油をベースとし、魚介類でダシをとった真っ黒なスープが特徴である。
2011年10月には日清食品から大阪ブラックを再現したカップめん「金久右衛門（きんぐえもん）大阪ブラック」が発売されている。
本店のある東成区深江北は東大阪市の高井田地区に隣接するが、当地の高井田ラーメンとは異なる。

### 店舗
※公式サイト掲載分
- 本店 （大阪市東成区）
- 阿倍野ルシアス店 （大阪市阿倍野区）閉店
- 阿波座店 （大阪市西区）
- 梅田店 （大阪市北区）
- 道頓堀店 （大阪市中央区）
- 江坂店 （大阪府吹田市）
- ポップタウン住道オペラパーク店 （大阪府大東市）
- 京都城陽店 （京都府城陽市）
- 三井アウトレットパーク滋賀竜王店 （滋賀県蒲生郡竜王町）

## 脚註
1. 1 2  “大阪・道頓堀「ラーメン戦争」”.   東京スポーツ新聞社. 2014年8月19日閲覧。
2. ↑  日清食品、「食べログ大阪No.1　金久右衛門　大阪ブラック」発売（日本食糧新聞社）